# Freja Olofsson
Freja Siri Margareta Olofsson (Örebro, 24 de mayo de 1998) es una futbolista profesional sueca. Juega como centrocampista en el Madrid C.F.F. de la Primera División Femenina de España.

## Trayectoria

### KIF Orebro
Olofsson comenzó su carrera profesional en el KIF Orebro, disputando 69 partidos con el club sueco.

### Arna-Bjørnar
En el 2019 fue anunciada como nueva jugadora del Arna-Bjørnar, disputó siete partidos con Arna-Bjørnar, porque se rompe el ligamento anterior cruzado.

### KIF Orebro
Olofsson regresó en 2020 con KIF y anotó dos goles en 21 apariciones.

### Racing Louisville FC
Firmó un contrato de un año con el club Racing Louisville FC de la Liga Nacional de Fútbol Femenino en 2021, siendo titular en 20 partidos de liga en su primera temporada. Firmó un contrato de tres años con Racing Louisville en mayo de 2022, pero solo fue titular en 9 partidos de liga en su segunda temporada antes de ser transferida bajo el nuevo entrenador Kim Björkegren.

### Real Madrid CF
El 7 de septiembre de 2022, Racing anunció el traspaso de Olofsson al Real Madrid cuatro meses después de su contrato de tres años con Racing, a cambio de una tarifa de transferencia no revelada. En su primera temporada con el club blanco disputó 14 partidos en liga, 3 partidos en la Copa y supercopa y 7 partidos en Champions League.

## Selección nacional

### Categorías inferiores
Disputó con la selección sub-17 de Suecia el Campeonato Europeo Femenino Sub-17 de la UEFA 2014-15 donde disputó 3 partidos, disputó con la selección sub-19 de Suecia el Campeonato Europeo Femenino Sub-19 de la UEFA 2017 donde disputó 3 partidos y marcó 1 gol. Disputó 6 partidos con la selección sub-23 de Suecia.

## Clubes
| Club                 | País           | Año           |
| -------------------- | -------------- | ------------- |
| KIF Orebro           | Suecia         | 2015-2018     |
| Arna-Bjørnar         | Noruega        | 2019          |
| KIF Orebro           | Suecia         | 2020          |
| Racing Louisville FC | Estados Unidos | 2021-2022     |
| Real Madrid CF       | España         | 2022-2024     |
| Madrid C.F.F.        | España         | 2024-presente |